# Radeče
El poble de Radeče està situat al paisatge central de les Muntanyes Posavje (Posavsko hribovje), a la confluència del torrent Sopota amb el riu Sava.
Radeče fou mencionat per primer cop el 1297; tanmateix, les troballes arqueològiques inclouen objectes com per exemple eines fetes amb ossos, els ossos d'un os de cova, altars dels déus de l'aigua, un altar de sacrifici a la deessa Adsaluta i al déu Savus. El poble rebé la carta de mercat el 1338, el 1925 Radeče esdevingué una ciutat, i el 1995 un municipi.
La ciutat ha estat renovada per la indústria del paper, i se li han atorgat fundacions modernes per al desenvolupament per la seva herència cultural rica i la seva natura verge. El seu desenvolupament està fortament connectat al riu Sava també, ja que s'utilitzava com a ruta de trànsit a través del transport de ràfting. La confluència del riu Sava amb el Savinja a la veïna Zidani Most, donà a Radece el rol de port central de ràfting. La seva tradició es preserva fins avui amb els rafters de Radeče que desperten les memòries dels vells avantpassats a l'esdeveniment anual anomenat "Jornades de Ràfting" al Sava (Dnevi splavarjenja na Savi).